# Brügge (Holstein)
 Ikke at forveksle med Brügge.
Brügge er en kommune og en by i det nordlige Tyskland, beliggende i Amt Bordesholm i den sydøstlige del af Kreis Rendsborg-Egernførde. Kreis Rendsborg-Egernførde ligger i den centrale del af delstaten Slesvig-Holsten.

## Geografi
Brügge ligger omkring 11 km nord for Neumünster og 15 km syd for Kiel mellem Bundesautobahn 215 og Bundesstraße 404.